# Di Derre
Pour les articles homonymes, voir Derre.

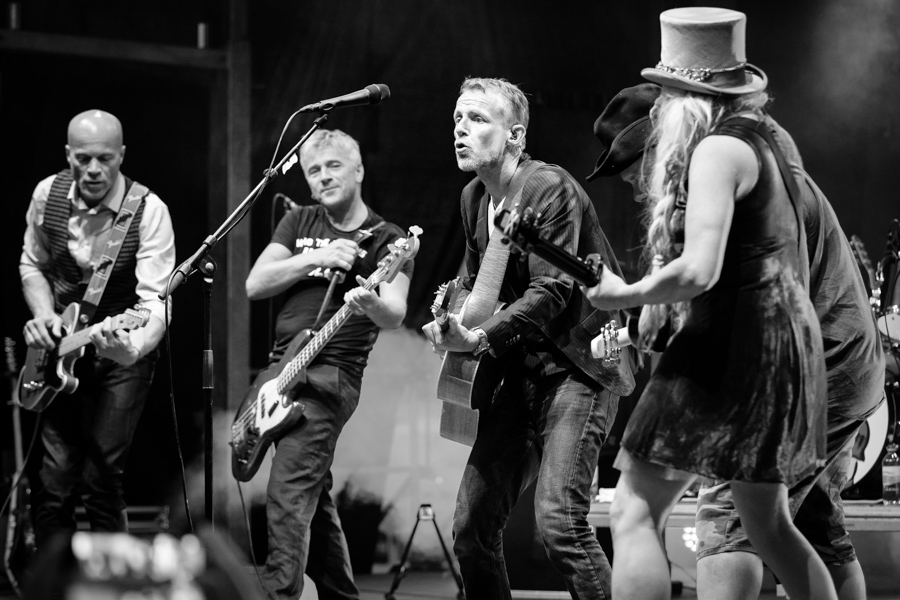
Di Derre sur scène en juillet 2018.

Di Derre est un groupe musical norvégien de pop et de rock fondé en 1992. Il comprend trois musiciens, parmi lesquels des guitaristes, bassistes, batteurs et chanteurs. Il a été récompensé d'un Gammleng Award en 1996.

## Membres du groupe
- Jo Nesbø (voix, guitare)
- Knut Nesbø (voix, guitare)
- Espen Stenhammer (batterie)
- Magnus Larsen jr. (guitare basse, voix)

## Discographie
- Den Derre med Di Derre (1993) (réédité sous le nom Den forrige med Di Derre 1995)
- Jenter & sånn (1994) (édité une première fois sous le titre Kvinner og Klær)
- Gym (1996)
- Slå meg på! (Popmusikk) (1998)
- Di beste med Di Derre (2006) - compilation